# Lagerpoppel
Lagerpoppel (Populus laurifolia) är en videväxtart som beskrevs av Carl Friedrich von Ledebour. Enligt Catalogue of Life ingår Lagerpoppel i släktet popplar och familjen videväxter, men enligt Dyntaxa är tillhörigheten istället släktet popplar och familjen videväxter. Arten förekommer tillfälligt i Sverige, men reproducerar sig inte. Inga underarter finns listade i Catalogue of Life.